# Ga tàu điện ngầm Politechnika
Politechnika — ga tàu điện ngầm M1 ở Warsaw. Nó nằm ở quận Śródmieście và nằm dọc theo ul. Waryńskiego, giữa al. Armii Ludowej và ul. Nowowiejska, phía bắc của bùng binh Jazdy Polskiej và Tuyến đường Łazienkowska.
Theo kế hoạch ban đầu từ năm 1982, nhà ga được xây dựng từ giữa năm 1984 đến cuối năm 1989 và đưa vào hoạt động vào năm 1990 với vai trò là điểm dừng cuối của chặng đầu tiên của tuyến. Năm 1985, việc đào đường hầm dẫn đến nhà ga và đường mòn nằm trước trạm dừng được bắt đầu. Do vấn đề tài chính của việc đầu tư, thời hạn hoàn thành đã bị hoãn lại nhiều lần và cuối cùng vào năm 1993 đã được ấn định đến cuối năm 1994. Sau đó, nhà ga với toàn bộ giai đoạn đầu của dây chuyền đã sẵn sàng đưa vào sử dụng, nhưng do thay đổi về luật nên việc nghiệm thu kỹ thuật được kéo dài đến đầu năm 1995. Trạm được đưa ra vào ngày 7 tháng 4 năm 1995.

#### Lịch sử

##### Thiết kế
Ngày 23 tháng 12 năm 1982, Hội đồng Bộ trưởng thông qua nghị quyết số 266/82 về việc xây dựng tuyến tàu điện ngầm đầu tiên ở Warszawa. Căn cứ theo tài liệu, việc đầu tư được chia thành ba giai đoạn và nhà ga lúc bấy giờ có tên là Wawelska là nhà ga cuối cùng của giai đoạn 1. Tiến độ xây dựng cho giai đoạn này, do Metroprojekt lập, giả định bắt đầu các công việc chuẩn bị liên quan đến việc xây dựng nhà ga vào giữa năm 1984, trong khi quá trình xây dựng thực tế của cơ sở kéo dài từ giữa năm 1985 đến cuối năm 1989. Các công việc chuẩn bị cho việc thực hiện các đường hầm dẫn đến ga từ trạm dừng Rakowiecka kéo dài từ đầu năm 1984 đến vào đầu năm 1985, và bản thân các đường hầm sẽ được xây dựng vào đầu năm 1989. Năm 1989, dự kiến hoàn thành việc xây dựng và lắp ráp trên toàn bộ đoạn và bắt đầu đưa vào sử dụng, năm 1990 đưa vào sử dụng.
Trong nửa đầu năm 1983, các công việc thiết kế và tổ chức được thực hiện cho đến khi bắt đầu khoan hầm đường mòn bằng phương pháp lá chắn vào nửa cuối năm 1984. Cũng trong năm 1983, nhóm kiến trúc sư của dự án Metropolitan bao gồm Jasna Strzałkowska-Ryszka, Jerzy Blancard, Lech Kłosiewicz và Andrzej Pańkowski, làm việc như một phần của Fine Arts Studio, đã phát triển một khái niệm kiến trúc và nghệ thuật cho tất cả 23 nhà ga được quy hoạch của tuyến đầu tiên, mang tên M′83. Vào ngày 16 tháng 12 năm 1983, theo nghị quyết của Hội đồng Quốc gia của Thành phố Thủ đô Nhà ga dự kiến ở Warsaw được đặt tên là A11 và tên là Politechnika.

##### Xây dựng
Xây dựng đường giữ của nhà ga (1985)
Trục phóng lá chắn rỗng (1985)
Xây dựng một đường hầm (1985)
Tháng 6 năm 1984, công ty Energopol-3 bắt đầu công việc đóng cọc tại buồng lắp ráp tấm chắn, nhằm xây dựng đường hầm tuyến B11. Vào ngày 23 tháng 11 năm 1984, phần tử đầu tiên của thiết bị được hạ xuống đáy trục lắp ráp được đào ở Cực Mokotowskie, trong khi vào ngày 11 tháng 1 năm 1985, Przedsiębiorstwo Robót Górniczych từ Mysłowice bắt đầu khoan đường hầm, đây là đường hầm đầu tiên được xây dựng bằng phương pháp này trên toàn bộ dây chuyền. Cho đến ngày 30/6/1985, 161 m đường hầm số 1 đã được hoàn thành, đến tháng 7, tấm chắn thứ hai được lắp đặt và hạ thủy để xây dựng đường hầm song song số 2. Nửa đầu năm 1985, công việc đào đắp và đóng cọc tại ga giữ đường ray cũng được khởi công, nhà thầu là Warszawskie Przedsiębiorstwo Budownictwa Nhìn chung "Dầm". Ngày 13/12/1985, theo nghị quyết của Hội đồng Bộ trưởng số 226/85, ngày đưa vào vận hành giai đoạn 1 của tuyến metro số 1 đã được hoãn lại một năm so với kế hoạch ban đầu từ 1990 đến 1991.
Trong một thời gian, Tổng cục Xây dựng Metro đang tìm kiếm một nhà thầu đảm nhận việc thi công đoạn hầm theo tuyến Łazienkowska. Ban đầu, họ muốn làm chúng ở chế độ mở, nhưng nó sẽ yêu cầu dừng lưu thông trên tuyến đường liên lạc này trong hai năm. Zakład Budowy Kopalń Kombinatu Miedziowego từ Lubin đề xuất khoan đường hầm bằng tấm chắn. Ngày 3 tháng 12 năm 1987, máy được đưa vào vận hành và bắt đầu khoan đường hầm phía Tây. Nhờ phương pháp này, giao thông không bị dừng lại, mà chỉ giới hạn trong một làn đường tại thời điểm chạy thẳng đĩa ở độ sâu 80 cm dưới làn đường của Tuyến đường "Ł". Sau khi xây dựng xong hai hầm tuyến và hầm thông tin, mỗi hầm dài 88 m, Công ty bắt đầu xây dựng nhà ga. Các đầu của các nhà ga được làm bằng phương pháp cắt và che phủ, trong khi sảnh giữa các đầu được xây dựng bằng phương pháp trần (Milan). Sau khi tường vây được làm, một trần bê tông cốt thép nguyên khối được đổ trên mặt đất và chống đỡ trên tường vây, sau đó đất bản địa được đào dưới trần này bằng phương pháp khai thác.
Năm 1990, nhóm kiến trúc sư của dự án Metropolitan bao gồm Jasna Strzałkowska-Ryszka (thiết kế trưởng), Jerzy Blancard, Jan Beyga, Krystyna Jonak, Mariusz Gatner (kiến trúc sư) cũng như Ryszard Bojar và Jerzy Porębski (nghệ sĩ thị giác) đã phát triển một khái niệm kiến trúc và nghệ thuật cho các ga trung tâm thành phố từ nhà ga Politechnika đến ga Dworzec Gdański có tên M′90. Dự án trạm Politechnika nằm trong ý tưởng này cuối cùng đã không được thực hiện. Jasna Strzałkowska-Ryszka là nhà thiết kế chung của nhà ga, kiến trúc của cơ sở được thiết kế bởi Jerzy Blancard, và nội thất được thiết kế bởi Jasna Strzałkowska-Ryszka và Jerzy Blancard song song.
Cuối năm 1992, do nguồn lực tài chính hạn hẹp dành cho việc xây dựng năm nay nên không thể khởi công đoạn dự kiến đến năm 1993/1994. Ngày này đã được hoãn lại đến giữa năm 1994 với hy vọng cải thiện tình hình kinh tế của đầu tư. Khoảng 75% công việc xây dựng đã được thực hiện tại nhà ga và các công việc hoàn thiện đã được bắt đầu. Nghị quyết số 13/93 của Chính phủ năm 1993 đã thay đổi ngày khánh thành khu vực thành cuối năm 1994. Tính đến ngày này, dự kiến sẽ thực hiện nhiều công việc cơ bản nhất có thể vào năm 1993, và năm 1994 tập trung vào hoàn thiện, lắp đặt và vận hành. Do nguồn kinh phí được phân bổ cũng hạn chế cho năm nay, hai bản kế hoạch hành động cho năm 1993 đã được phát triển và trình chính quyền thành phố phê duyệt vào đầu tháng 2 năm 1993.
. Trong cả hai trường hợp, lối ra tây nam của nhà ga đã bị bỏ dở. Đến đầu tháng 5 năm 1993, khoảng 90% công việc xây dựng đã được hoàn thiện, nhưng nhà ga vẫn chưa có hệ thống vệ sinh, cấp nước chữa cháy, trạm biến áp và hệ thống điều khiển giao thông chạy tàu, chưa có đường băng với ray điện thứ ba. Tháng 12 năm 1993, Phòng Điều khiển Trung tâm được xây dựng tại nhà ga.
Vào ngày 5 tháng 3 năm 1994, một ngày mở cửa đã được tổ chức tại công trường xây dựng tàu điện ngầm Warsaw, trong đó các chuyến tàu chở những người trên tàu lần đầu tiên đi suốt tuyến đường từ ga Kabaty đến ga Politechnika. Cuối năm 1994, toàn bộ khu vực này đã sẵn sàng đưa vào sử dụng và các chuyến tàu bắt đầu chạy mà không có hành khách. Vào ngày 1 tháng 1 năm 1995, các quy định mới về việc phê duyệt bắt đầu hoạt động của các cơ sở có hiệu lực, dẫn đến việc phải thực hiện các công việc bổ sung trước khi đầu tư được đưa vào sử dụng. Ngày 14 tháng 2 năm 1995, Tổng cục Xây dựng Metro báo cáo kỹ thuật sẵn sàng thông xe, nhưng trong quá trình nghiệm thu kỹ thuật đã thông báo những khiếm khuyết cần sửa chữa. Vào giữa tháng 3, sự chấp thuận cuối cùng cho hoạt động đã được đội cứu hỏa đưa ra và tài liệu duy nhất còn thiếu là ý kiến tích cực của Thanh tra giám sát tòa nhà. Vào ngày 28 tháng 3, đã có thông báo rằng tuyến tàu điện ngầm đầu tiên sẽ được khai trương vào ngày 7 tháng 4.

##### Vận hành và khai thác
Chuỗi cửa hàng Alstom Metropolis 98B và 81 tại nền tảng Bách khoa
Hai chuyến tàu Siemens Inspiro tại nhà ga
Ngày 7 tháng 4 năm 1995 lúc 12h nhà ga được đưa vào sử dụng cùng với toàn bộ đoạn 1 của tuyến M1. Chuyến tàu đầu tiên dừng lại lúc 12:35 từ nhà ga Wilanowska, nơi diễn ra buổi lễ. Ban đầu, các chuyến tàu chạy từ 4:30 đến 23:20 và vào giờ cao điểm, cứ 4 phút lại đến các ga. Đại học Công nghệ là trạm cuối của tuyến cho đến ngày 26 tháng 5 năm 1998, khi nhà ga Centrum được khai trương.
Ngày 17/11/2013, trên đoàn tàu Siemens Inspiro số 52, đi từ ga Centrum đến ga Politechnika, điện áp ở ray thứ ba bị cắt do ngắn mạch và hồ quang điện giữa các phần tử của bộ thu dòng của toa số 4012. Cố gắng nối lại điện áp không thành công nên đoàn tàu tiếp tục. từ sàn catwalk và tại Lúc 15:21 anh ấy dừng lại trước ga 84 mét. Trong các cuộc thử nghiệm sau đó, hồ quang điện xuất hiện, nhấp nháy và khói xâm nhập vào bên trong xe. Người lái tàu đã hướng dẫn hành khách đi ra phía trước tàu để sơ tán, bất chấp việc một số du khách chống lại chỉ dẫn của nhân viên tàu điện ngầm đã mở cửa khẩn cấp và đi ra ngoài đường hầm. Một lúc sau, đoàn tàu được khởi động và đến ga để sơ tán những hành khách còn lại. Khói và lửa xuất hiện dưới gầm xe số 4012 khi đang vào bến. Tại. Đến 15 giờ 25 phút các quạt của nhà ga được bật ở chế độ chữa cháy và việc sơ tán người ra khỏi tàu và nhà ga bắt đầu. Khi tàu đến ga, nhân viên điều độ nhận được thông tin từ điện thoại đường hầm về những người bên ngoài ga. Bốn người được dẫn ra khỏi đường hầm bởi một bảo vệ của Sở An ninh Metro và hai người lính của quân cảnh. Trước sự xuất hiện của xe cứu thương và cứu hỏa, các nhân viên tàu điện ngầm đã dập lửa và đưa tất cả mọi người ra ngoài trong vòng chưa đầy 4 phút. Tại. Lúc 3:34 chiều, nhà ga đã hết khói. Một người lên cơn hen, 8 người được cấp tốc nhập viện và xuất viện. Giao thông tàu đã bị đình chỉ trên đoạn Wilanowska - Ratusz Arsenał. Tại. Lúc 4:35 chiều, giao thông đã được nối lại một phần và các chuyến tàu chạy trong các tuyến Kabaty - Wilanowska và Centrum - Młociny, trong khi giữa các ga Centrum và Wilanowska, một đoàn tàu con thoi chạy vòng qua ga Politechnika đã đóng cửa đã được khởi động. Xung quanh Đến 24h đoàn tàu bị hư hỏng đã được đẩy ra khỏi ga và giao thông bình thường trở lại.